# Szőcs Bertalan (jegyző)
Szőcs Bertalan, született Szaszaráth (Rákospalota, 1880. szeptember 13. – Budapest VI., 1928. március 5.) jegyző, városi tanácsnok (Rákospalota).

## Élete
1880. szeptember 13-án született Rákospalotán Szaszaráth Bernát borbély és Harangozó Rozália gyermekeként. 1906-ban családnevét Szőcsre magyarosította. 1907. november 24-én Újpesten vette feleségül sebesi Geönczy Erzsébet (1887–1972) állami tanítónőt.
1907-től Rákospalota jegyzőjeként, majd gazdasági tanácsnokként tevékenykedett. Aktívan részt vett a gyors fejlődésnek indult település városrendezésében, fejlesztésében, közlekedésének szervezésében.
1928. március 5-én autóbalesetben hunyt el. 12 éves fiával taxival közlekedett, amikor a Vilma királyné útja – Aréna út sarkán az autó összeütközött egy teherkocsival, amelynek rúdja Szőcs mellébe fúródott. Az esti órákban, anélkül, hogy eszméletét visszanyerte volna, a Szabolcs utcai zsidókórházban meghalt.
1931-ben emlékére Rákospalotán a Közvágóhíd utca 4-5.-től a Szántóföld utca 202-ig utcát neveztek el róla.